# Gnophos fumipennaria
Gnophos fumipennaria là một loài bướm đêm trong họ Geometridae.